# Chrysospalax villosus
Chrysospalax villosus is een zoogdier uit de familie van de goudmollen (Chrysochloridae). De wetenschappelijke naam van de soort werd voor het eerst geldig gepubliceerd door Andrew Smith in 1833.

## Voorkomen
De soort komt voor in het oosten van Zuid-Afrika.

## Ondersoorten
Deze goudmol heeft de volgende ondersoorten:
- Chrysospalax villosus villosus (A. Smith, 1833) – komt voor nabij Durban.
- Chrysospalax villosus dobsoni (Broom, 1918) – komt voor nabij Pietermaritzburg en het binnenland van KwaZoeloe-Natal.
- Chrysospalax villosus leschae (Broom, 1918) – komt voor in het oosten van Oost-Kaap.
- Chrysospalax villosus rufopallidus (Roberts, 1924) – komt voor in het gebied rond Belfast en Wakkerstroom in de provincie Mpumalanga.
- Chrysospalax villosus rufus (Meester, 1953) – alleen bekend in de buurt van Spitzkop in KwaZoeloe-Natal.
- Chrysospalax villosus transvaalensis (Thomas, 1910) – komt voor in het gebied rond Pretoria en Witwatersrand in de provincie Gauteng.